# گریشا سمباتیان
گریشا سریوژایی سمباتیان (ارمنی: Գրիշա Սերյոժայի Սմբատյան؛  ۱۸ اکتبر ۱۹۵۳) یک مورخ،  عوام‌شناس و کارشناس علوم پرورشی اهل ارمنستان است. وی از سال میلادی تاکنون مشغول فعالیت بوده است.

## زندگی‌نامه
وی در در شیکاهوغ به دنیا آمد و از دانشگاه دولتی علوم پرورشی خاچاطور آبوویان ارمنستان (۱۹۷۲) فارغ‌التحصیل شد. وی همچنین برندهٔ جوایزی همچون چهره فرهنگی شایسته جمهوری ارمنستان شده است.